# Bisoctrizol
Bisoctrizol (Handelsnamen: Tinosorb M, Milestab 360) ist eine chemische Verbindung aus der Gruppe der 2-(2-Hydroxyphenyl)-2H-benzotriazole, die als UV-Stabilisator verwendet wird. Sie kommt nicht natürlich vor.
Formal ist Bisoctrizol ist das über eine Methylengruppe verknüpfte Dimer von Octrizol.

## Verwendung
Bisoctrizol wird in Form von Mikropartikeln in Sonnencreme eingesetzt. Die Schutzwirkung ist von 280 bis 400 nm gegeben, umfasst also UV A und UV B. Es kombiniert durch Streuung, Reflexion und Absorption des Lichts die Vorteile von organischen und anorganischen UV-Filtern.

## Biologische Bedeutung
Bisoctrizol weist als Inhaltsstoff von Sonnencremes eine geringe Penetration in die Haut auf. Im Gegensatz zu anderen organischen UV-Filtern von Sonnencreme weist es in vitro keine estrogenen Effekte auf.

## Sicherheitshinweise
Bisoctrizol wurde durch die Food and Drug Administration (FDA) nicht zugelassen, hingegen in der EU und in anderen Teilen der Erde.